# Laurent Stalla-Bourdillon
 (avril 2022).
Si vous disposez d'ouvrages ou d'articles de référence ou si vous connaissez des sites web de qualité traitant du thème abordé ici, merci de compléter l'article en donnant les références utiles à sa vérifiabilité et en les liant à la section « Notes et références ».
Laurent Stalla-Bourdillon, né le 19 juillet 1969 dans le 11e arrondissement de Paris, est un prêtre et théologien catholique français. Fils d'une mère interprète de russe et d'un père conseil en propriété industriel, il perçoit le primat de la vie spirituelle à l'occasion d'une retraite à l'abbaye Saint-Wandrille en 1987[pas clair].

## Formation
Diplômé du CESEM de Reims en 1991, il entre au séminaire de Paris en 1992 après une année de service militaire. Ordonné prêtre pour le diocèse de Paris, le 26 juin 1999 à Notre-Dame de Paris par le cardinal Jean-Marie Lustiger, il obtient une licence canonique de théologie en 2000 à l'université pontificale grégorienne à Rome, où il étudie de 1998 à 2000. Depuis 2018, il est le directeur du Service pour les professionnels de l'information (SPI), créé à l'initiative de Michel Aupetit, archevêque de Paris.

## Parcours et ministères
Après avoir été vicaire à Saint-Étienne-du-Mont et aumônier au lycée Louis-le-Grand (2002-2006), puis aumônier de l'université de Paris-Dauphine (2006-2009) et membre de l'aumônerie étudiante à Saint-Germain-des-Prés (2006-2012), il est nommé curé de la paroisse Sainte-Clotilde de 2012 à 2018. Il devient alors l'aumônier du monde parlementaire français de 2012 à 2018 et dirige le Service pastoral d'études politiques (SPEP), tout en étant curé-recteur de la basilique Sainte-Clotilde.
Engagé dans l'enseignement catholique, il accompagne l'Institut supérieur de formation de l'Enseignement catholique (ISFEC Île-de-France) depuis 2006, et enseigne également au collège des Bernardins à Paris.
Observateur de la vie politique, sa réflexion porte sur les rapports entre l'anthropologie individuelle et l'anthropologie sociale. Il considère que toute édification cohérente du corps social suppose une meilleure mise en évidence des principes anthropologiques qui fondent la nature humaine, que sont la parole et le corps. Selon lui, une authentique socialité humaine requiert un effort de penser la nature humaine, doublé d'un effort d'étudier les raisons qui fondent la crédibilité de la révélation biblique et évangélique.
Depuis septembre 2018, au sein du Service pour les professionnels de l'information (SPI), il analyse l'évolution des sociétés marquées par la place du numérique. Par l'effet de masse et par le poids croissant des technologies de l'information, les médias en général façonnent les représentations que le public se fait des religions et des questions spirituelles.

## Catholic AI Forum
Laurent Stalla-Bourdillon a été invité au Vatican comme l'une des soixante-dix personnalités catholiques à contribuer au Catholic AI Forum, qui s'est tenu les 24 et 25 octobre 2024, sous la présidence du cardinal Peter Turkson, chancelier de l'Académie pontificale des sciences.

## Décoration
- Chevalier de l'ordre des Arts et des Lettres (promotion juillet 2024).

## Écrits

### Ouvrages
- Paroles de Dieu pour les responsables politiques, Le Centurion, coll. « Paroles de Dieu », 2014, 63 p. (ISBN 9791092801187).
- Aumônier des parlementaires : Politique et vie spirituelle, Médiaspaul, 2018, 264 p. (ISBN 9782712214920).
- La mort n'est pas ce que vous croyez : La joie d'espérer, Paris, Desclée de Brouwer, 2024, 260 p. (ISBN 978-2-220-09859-3).

### Tribunes
Le père Laurent Stalla-Bourdillon est l'auteur d'un nombre important de tribunes, notamment dans les quotidiens nationaux tel que Le Figaro et les hebdomadaires tels que La Vie, Aleteia ou encore Famille chrétienne. En novembre 2021, à l'issue de l'Assemblée plénière des évêques de France qui venait de reconnaître la responsabilité de l'Église dans les abus et crimes sur des enfants, il publie, dans l'hebdomadaire La Vie, une tribune portant sur le processus de nomination des évêques, évoquant la nécessité de le rendre moins opaque et moins discrétionnaire, suggérant une plus grande implication des chapitres, des prêtres et des fidèles dans ce processus.
Frappé par le manque de culture religieuse des jeunes, il publie en décembre 2021, dans le quotidien La Croix, un texte dans lequel il interroge la part de responsabilité de l'État dans la permanence de l'antisémitisme, du fait de l'absence de culture religieuse chez les jeunes.
À l'occasion de la mort du pape François, dans la semaine de Pâques 2025, il publie une tribune remarquée faisant un effort pédagogique pour rappeler que la mort n'est pas l'abolition de la personne, mais le fin d'un temps de germination spirituelle qui a préparé la destinée de l'âme, dans l'attente de la résurrection.